# 青岛慈航机场
青岛慈航机场是一座位于中华人民共和国山东省青岛市平度市旧店镇的通用航空机场，是青岛规划建设的四个通用航空机场之一，于2020年7月3日正式运行。机场选址在旧店镇以东侧约5.8km处，占地面积550亩，规划建设有一条800×30m的跑道，计划开通两条通航航线，为A1类通航机场。主要用于通航旅游、应急救援、通航作业、飞行培训以及开展基地服务等，预计2018年各类飞机起降可达到2726架次。